# Музей императорских коллекций (Токио)
Музей императорских коллекций (яп. 三の丸尚蔵館 Санномару сё:дзо:кан) расположен в Восточном саду Императорского дворца в Токио. В нём представлена небольшая, постоянно сменяющаяся экспозиция художественных произведений из коллекций Императорского дома.
Часы работы: 9:00—16:00, закрыт по понедельникам и пятницам. Вход свободный. 
Музей в настоящее время закрыт на реконструкцию. Частично он откроется 3 ноября 2023 года, а полностью — в 2026 году.

## История
Музей императорских коллекций был задуман в момент перехода от периода Сёва (1926—1989) к периоду Хэйсэй (1989—2019). В 1989 году Императорская семья пожертвовала японскому правительству 6000 произведений искусства. Многие картины были созданы художниками императорского двора. Музей был открыт в 1993 году для изучения и сохранения произведений искусства.
Коллекция была ещё больше расширена пожертвованием произведений искусства принца Чичибу (1902—1953) в 1996 году, произведениями Кикуко, принцессы Такамацу(1911—2004) в 2005 году и коллекцией принца Микасы в 2014 году.
В настоящее время количество экспонатов в коллекции составляет 9800 единиц, но выставочный зал — это небольшое помещение площадью 160 квадратных метров. Поэтому существующий музей будет перестроен, а выставочный зал расширен до 1300 квадратных метров. Строительство планируется завершится в 2025 году.

## Галерея
|  |  |  |